# K3리그 (아마추어) 승강 플레이오프 2019
K3리그 승강 플레이오프 2019은 K3리그의 세 번째 승강 플레이오프이다. 0 - 0으로 끝나 춘천시민 축구단이 우승하였다.
다만, 이 결과가 직접적으로 다음해 K3리그와 K4리그 참여팀을 정하는데 영향을 끼치진 않았다. K3리그 베이직 2019 2~4위팀은 모두 통합 K3리그로 승격하고, K3리그 베이직 우승팀인 울산시민축구단과 K3리그 어드밴스 일부팀들은 K3리그 참여신청을 포기해 K4리그 2020에 참여케 됐으며, 춘천 및 원래 강등 대상 2개 팀은 K3리그에 참여케 됐다.

## 참가팀

### 어드밴스에서 (승강 플레이오프 직행)
- 춘천 시민축구단 (10위)

### 베이직에서 (플레이오프 부터)
- 양주 시민축구단 (3위)
- 여주 시민축구단 (4위)

## 대진표
|  | 준플레이오프    | 준플레이오프    | 준플레이오프 |  |  | 플레이오프      | 플레이오프      | 플레이오프 |  |
|  |                 |                 |              |  |  |                 |                 |            |  |
|  | 양주 시민축구단 | 양주 시민축구단 | 3            |  |  |                 |                 |            |  |
|  | 여주 시민축구단 | 여주 시민축구단 | 0            |  |  | 춘천 시민축구단 | 춘천 시민축구단 | 0          |  |
|  |                 |                 |              |  |  | 양주 시민축구단 | 양주 시민축구단 | 0          |  |

## 준플레이오프
| 2019년 10월 27일 | 양주 시민축구단                      | 3 - 0 | 여주 시민축구단 | 고덕생활체육공원, 양주 |  |  |
| 14:00 UTC+9      | 윤철현 15′ · 이진석 18′ · 황정현 63′ |       |                 |                        |  |  |
|                  |                                      |       |                 |                        |  |  |

## 플레이오프
| 2019년 11월 3일 | 춘천 시민축구단 | 0 - 0 | 양주 시민축구단 | 춘천공지천구장, 춘천 |  |  |
| 14:00 UTC+9     |                 |       |                 |                      |  |  |
|                 |                 |       |                 |                      |  |  |